# Colchicum peloponnesiacum
Colchicum peloponnesiacum är en tidlöseväxtart som beskrevs av Karl Heinz Rechinger och Peter Hadland Davis. Colchicum peloponnesiacum ingår i släktet tidlösor, och familjen tidlöseväxter. Inga underarter finns listade i Catalogue of Life.